# Kanton Villars-sur-Var
Der Kanton Villars-sur-Var war bis 2015 ein französischer Wahlkreis im Arrondissement Nizza, im Département Alpes-Maritimes und in der Region Provence-Alpes-Côte d’Azur. Hauptort (frz.: chef-lieu) war Villars-sur-Var.
Der Kanton war 200,88 km² groß und hatte 2745 Einwohner (Stand 2012).

## Gemeinden
| Gemeinde        | Einwohner (Stand: 2022) | Code postal | Code Insee |
| --------------- | ----------------------- | ----------- | ---------- |
| Bairols         | 133                     | 06420       | 06009      |
| Lieuche         | 51                      | 06260       | 06076      |
| Malaussène      | 327                     | 06710       | 06078      |
| Massoins        | 127                     | 06710       | 06082      |
| Pierlas         | 99                      | 06260       | 06096      |
| Thiéry          | 100                     | 06710       | 06139      |
| Touët-sur-Var   | 743                     | 06710       | 06143      |
| La Tour         | 540                     | 06710       | 06144      |
| Tournefort      | 147                     | 06710       | 06146      |
| Villars-sur-Var | 783                     | 06710       | 06158      |